# Народный артист РСФСР
«Наро́дный арти́ст РСФСР» — почётное звание РСФСР. Установлено указом Всероссийского Центрального Исполнительного Комитета 10 августа 1931 года.

## История появления почётного звания
Появление звания связано с импровизацией наркома просвещения РСФСР А. В. Луначарского по отношению к артисту Ф. И. Шаляпину. В октябре 1918 года, желая подчеркнуть особую роль в обществе Шаляпина, А. В. Луначарский в антракте после первого акта оперы «Севильского цирюльника» на сцене Мариинского театра публично поздравил Федора Ивановича с присвоением звания «народного артиста». Спустя месяц, 13 ноября 1918 года, вышло постановление Совета Народных Комиссаров Союза коммун Северной области с формулировкой — «в ознаменование заслуг перед русским искусством — высокодаровитому выходцу из народа, артисту Государственной оперы в Петрограде Федору Ивановичу Шаляпину — даровать звание Народного артиста». При этом в официальной формулировке постановления не использовалось понятие «Республика».
Первым артистом, которому звание было присвоено Правительством страны, стала М. Н. Ермолова. Ходатайство о ее награждении званием было также инициировано А. В. Луначарским, которое было оформлено документально протоколом заседания Малого Совнаркома 20 февраля 1920 года с подписями В. И. Ленина и А. В. Луначарского. В случае с Ермоловой понятие «Республика» в документе также не использовалось.
С образованием Верховного Совета РСФСР звание «Народный артист РСФСР» присваивалось на основании Указов Президиума Верховного Совета РСФСР. Первыми, кому данное звание было присвоено на основании Указа Президиума Верховного Совета РСФСР стала группа из 11 артистов МХАТ СССР им М. Горького — соответствующий Указ был подписан 26 октября 1938 года.

## Порядок присвоения
Постановлением ВЦИК и СНК РСФСР от 10 августа 1931 года определено, что «звание народного артиста Республики присваивается гражданам постановлением Президиума ВЦИК по представлению народных комиссариатов и центральных учреждений РСФСР, цик’ов автономных республик, краевых и областных исполкомов и общественных организаций. Звание народного артиста Республики присваивается гражданам, имеющим исключительно высокие заслуги и достижения в области музыки, сценического искусства и кино, проявленные как в художественном творчестве, так равно и в исполнении. Для деятелей театра и кино требуется стаж не менее 10 лет художественной работы их на советской сцене или экране».
Фактически звание присваивалось не ранее чем через пять лет после присвоения почётного звания «Заслуженный артист РСФСР» или «Заслуженный деятель искусств РСФСР» артистам, режиссёрам, балетмейстерам, дирижёрам, хормейстерам, музыкальным исполнителям, создавшим высокохудожественные образы, спектакли, кинофильмы, телеспектакли, телефильмы, концертные, эстрадные, цирковые программы, музыкальные, телевизионные и радиопроизведения, которые внесли выдающийся вклад в отечественную художественную культуру и получили широкое общественное признание.

## Нагрудный знак
Нагрудный знак почётного звания был учреждён указом Президиума Верховного Совета РСФСР от 30 января 1981 года «Об учреждении нагрудных знаков „Народный артист РСФСР“, „Народный художник РСФСР“, „Заслуженный деятель искусств РСФСР“, „Заслуженный артист РСФСР“, „Заслуженный художник РСФСР“, „Заслуженный работник культуры РСФСР“, „Заслуженный юрист РСФСР“».

## Упразднение звания
С 21 февраля 1992 года после решения Верховного Совета РСФСР об изменении названия государства с «Российская Советская Федеративная Социалистическая Республика» на «Российская Федерация» (см. Закон РСФСР от 25 декабря 1991 года № 2094-I) в названии звания, как и во всех почётных званиях, слово «РСФСР» было заменено словами «Российской Федерации», с соответствующим изменением нагрудного знака.
Последним, кто получил звание «Народный артист РСФСР», был военный дирижёр Владимир Солодахин.